# Thomas Henry Seligman Schurch
Thomas Henry Seligman Schurch (Basilea, Cantón de Basilea-Ciudad, 9 de mayo de 1944) es un físico, catedrático, investigador y académico suizo nacionalizado mexicano. Ha realizado investigaciones sobre el caos cuántico, mecánica celeste, dispersión caótica, y la respuesta a las ondas sísmicas en el valle de México. 

## Estudios y docencia
Realizó la licenciatura en física teórica en la Universidad de Basilea, en Suiza, y obtuvo un doctorado en Ciencias en la Universidad de Tübingen, en Alemania. En 1969 viajó a México para realizar un posdoctorado en el Instituto de Física de la Universidad Nacional Autónoma de México (UNAM) donde fue discípulo de Marcos Moshinsky hasta 1972. Posteriormente realizó una estancia posdoctoral en la Universidad de Colonia, en Alemania,
Desde que regresó a México, en 1976 ha impartido cátedra en la Facultad de Ciencias. Ha dirigido la Escuela Latinoamericana de Física en cinco ocasiones.

## Investigador y académico
En Suiza trabajó en la aplicación de la teoría de grupos a problemas de física nuclear. En Alemania realizó estudios de estructuras intermedias en reacciones en núcleos ligeros. En 1976 comenzó a colaborar como investigador titular en el Instituto de Física de la UNAM, tres años más tarde obtuvo su nacionalización. Entre sus primeros estudios en México utilizó la teoría de representaciones de transformaciones canónicas para explicar la conexión entre caos clásico y teoría de matrices aleatorias mediante la teoría de invarianza estructural. Tras el terremoto de México de 1985 realizó estudios de sismología teórica para comprender la respuesta sísmica en el valle de México. 
En 1998 participó en la creación del Laboratorio de Cuernavaca, del Instituto de Ciencias Físicas de la UNAM, sede para la cual trabaja desde entonces. Se ha especializado en el estudio de los sistemas caóticos, en los espectros energéticos cuánticos, en la partícula alfa, reacciones nucleares y procesos estocásticos. Es director del Centro Internacional de Ciencias y fue presidente y fundador de la Academia de Ciencias de Morelos. Es investigador nivel III del Sistema Nacional de Investigadores y miembro del Consejo Consultivo de Ciencias de la Presidencia de la República.

## Obras publicadas
Ha escrito más de 200 artículos, los cuales han sido publicados en las revistas nacionales e internacionales, entre ellas Nature, Physical Review Letters, Annals of Physics y Physics Reports. Ha sido citado en más de 2500 ocasiones. Asimismo, ha escrito 7 capítulos para libros colectivos.

## Premios y distinciones
- Premio Universidad Nacional en el área de Investigación en Ciencias Exactas otorgado por la Universidad Nacional Autónoma de México en 1993.
- Medalla “Marcos Moshinsky” otorgada por el Instituto de Física de la UNAM en 1997.
- Becario del Instituto de Estudios Avanzados de Berlín (Wissenschafskolleg), Alemania.
- Premio “Alexander von Humboldt” otorgado por la Fundación Alexander von Humboldt (Stiftung) de Alemania en 1999.
- Premio Nacional de Ciencias y Artes en el área de Ciencias Físico-Matemáticas y Naturales otorgado por la Secretaría de Educación Pública en 2003.
- Investigador Emérito por el Instituto de Ciencias Físicas de la UNAM desde 2009.[4]